# Referendumul pentru independența Croației, 1991
| Referendumul pentru independența Croației, 1991       | Referendumul pentru independența Croației, 1991 | Referendumul pentru independența Croației, 1991 |
| ----------------------------------------------------- | ----------------------------------------------- | ----------------------------------------------- |
| Electoratul                                           | 3.652.225                                       | 3.652.225                                       |
| Prezența la vot                                       | (83,56%) 3.051.881                              | (83,56%) 3.051.881                              |
| Susținerea suveranității și independenței Croației⁠(d) |                                                 |                                                 |
| Opțiunile de vot                                      | Voturi                                          | %                                               |
| Da                                                    | 2.845.521                                       | 93,24                                           |
| Nu                                                    | 126.630                                         | 4,15                                            |
| Susținerea rămânerii Croației în Iugoslavia federală  |                                                 |                                                 |
| Opțiunile de vot                                      | Voturi                                          | %                                               |
| Da                                                    | 164.267                                         | 5,38                                            |
| Nu                                                    | 2.813.085                                       | 92,18                                           |
| Sursa: Comisia Electorală de Stat                     |                                                 |                                                 |

Croația a ținut un referendum pe tema independenței la 19 mai 1991, în urma alegerilor parlamentare croate din 1990 și pe fondul creșterii tensiunilor interetnice care au dus la destrămarea Iugoslaviei. Cu o prezență la urne de 83%, alegătorii au validat referendumul, 93% pronunțându-se în favoarea independenței. Ulterior, Croația și-a declarat independența⁠(d) și a dizolvat asocierea sa la Iugoslavia, la 25 iunie 1991, dar a introdus un moratoriu asupra deciziei pe o perioadă de trei luni, după ce i s-a cerut să facă acest lucru de către Comunitatea Europeană și Conferința pentru Securitate și Cooperare în Europa prin acordul de la Brioni. Războiul din Croația a escaladat în timpul moratoriului, iar pe 8 octombrie 1991, Parlamentul croat a rupt toate legăturile rămase cu Iugoslavia. În 1992, țările din Comunitatea Economică Europeană au recunoscut diplomatic⁠(d) independența Croației, iar țara a fost admisă în Organizația Națiunilor Unite.

## Context

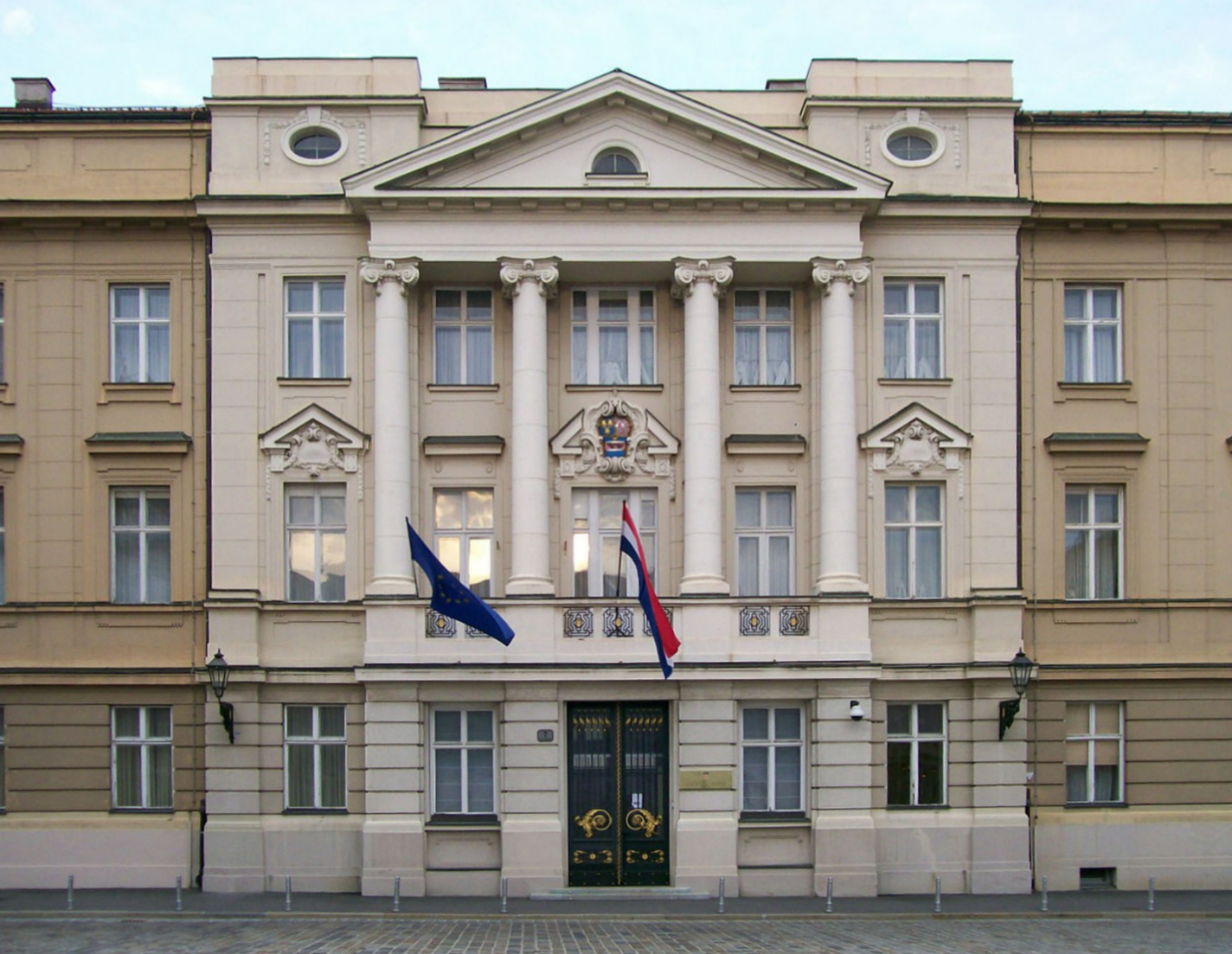
Clădirea Parlamentului croat

După al Doilea Război Mondial, Croația a devenit o unitate federală socialistă cu partid unic a Republicii Socialiste Federative Iugoslavia. Croația a fost condusă de Comuniști⁠(d) și s-a bucurat de un anumit grad de autonomie în cadrul federației Iugoslave. În 1967, un grup de autori și lingviști croați a publicat Declarația cu privire la Statutul și Numele Limbii Croate Literare⁠(d), cerând o mai mare autonomie pentru limba croată. Declarația a contribuit la o mișcare națională care cerea extinderea drepturilor cetățenești și descentralizarea economiei Iugoslave, culminând cu Primăvara Croată⁠(d) din 1971, care a fost suprimată de către conducerea Iugoslavă. Constituția Iugoslavă din 1974 a dat o autonomie sporită unităților federale, îndeplinind în esență un obiectiv al Primăverii Croate și dând un temei juridic pentru independența republicilor federative constituente.
În anii 1980, situația politică din Iugoslavia s-a deteriorat, tensiunile naționaliste răspândindu-se odată cu Memorandumul SANU sârb din 1986 și cu loviturile de stat din 1989 din Voivodina, Kosovo și Muntenegru⁠(d). În ianuarie 1990, Partidul Comunist s-a fragmentat de-a lungul liniilor naționale, cu facțiunea⁠(d) croată cerând o federație cu componente mai autonome. În același an au avut loc în Croația primele alegeri multi-partid⁠(d) au avut loc în Croația, victoria lui Franjo Tuđman având ca urmare noi tensiuni naționaliste. În politicienii sârbi din Croația au boicotat Saborul, iar localnicii sârbi au preluat controlul asupra teritoriilor unde locuiau, blocând drumurile⁠(d) și votând pentru ca aceste zone să devină autonome. „Provinciile autonome” sârbe⁠(d) s-au unit la scurt timp formând Republica Sârbă Krajna (RSK), stat fără recunoaștere internațională, al cărui scop era obținerea independenței față de Croația.

## Referendumul și declarația de independență

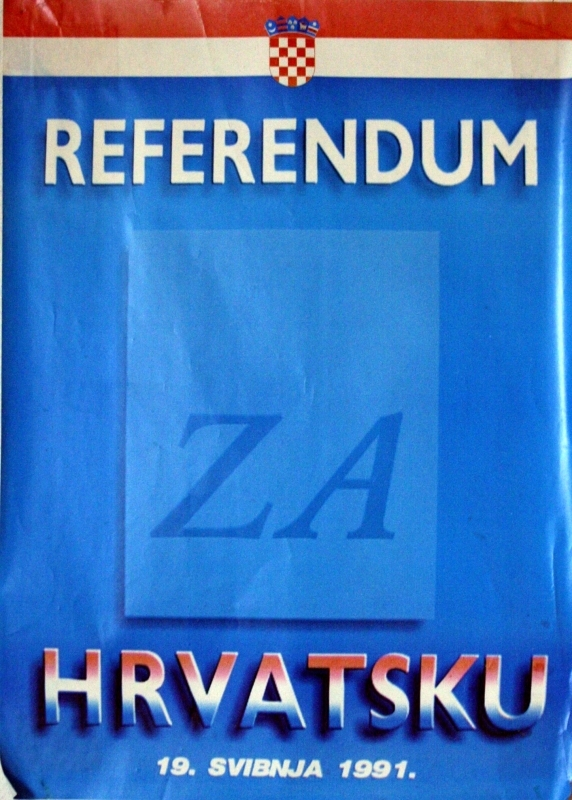
Afiș pentru referendumul din 1991

La 25 aprilie 1991, Parlamentul croat a decis să organizeze un referendum pe 19 mai. Decizia a fost publicată în monitorul oficial al Republicii Croația⁠(d) și a devenit oficial pe 2 mai 1991. Referendumul punea două întrebări. În primul rând, cerea acordul pentru ca Croația să devină un stat independent și suveran, care garantează autonomie culturală și drepturi cetățenești sârbilor și altor minorități din Croația, care este liber să formeze o asociere de state suverane cu celelalte foste republici iugoslave. În al doilea rând, se cerea acordul pentru ca Croația să rămână în cadrul Iugoslaviei ca stat federal unificat. Autoritățile locale sârbe au cerut un boicot al votului, care a fost urmată în mare măsură de etnicii sârbi. Referendumul a fost organizat în 7.691 de secții de votare, unde alegătorilor lise dădeau câte două buletine de vot—albastru și roșu, fiecare cu câte una din întrebările referendumului, existând posibilitatea utilizării doar a unuia sau a ambelor buletine de vot. Întrebarea ce propunea independența Croației⁠(d), prezentată pe buletinul de vot albastru, a trecut cu 93,24% voturi pentru, 4,15% împotrivă, și 1,18% voturi invalide necompletate. Cea de-a doua întrebare a referendumului, privind rămânerea Croației în cadrul Iugoslaviei, a fost refuzată cu 5,38% voturi pentru, 92,18% împotrivă și 2,07% voturi nule. Participarea la vot a fost de 83,56%.
Ulterior, Croația și-a declarat independența și a dizolvat (în croată razdruženje) asocierea sa cu Iugoslavia, la 25 iunie 1991. Comunitatea Economică Europeană și Conferința pentru Securitate și Cooperare în Europa a cerut autorităților croate să pună decizia sub un moratoriu de trei luni. Croația a acceptat să înghețe declarația de independență pentru trei luni, ceea ce la început a dus la relaxarea tensiunilor. Cu toate acestea, Războiul Croat de Independență a escaladat. Pe 7 octombrie, în ajunul de expirării moratoriului, Forțele Aeriene Iugoslave au atacat Banski dvori⁠(d), principala clădire a guvernului din Zagreb. Pe 8 octombrie 1991, moratoriul a expirat, iar Parlamentul croat a rupt toate legăturile rămase cu Iugoslavia. O ședință specială a parlamentului a avut loc în clădirea INA⁠(d) de pe bulevardul Pavao Šubić⁠(d) din Zagreb, din cauza temerilor provocate de recentul raid aerian iugoslav; în mod special, exista temerea că Forțele Aeriene Iugoslave ar putea ataca clădirea parlamentului. 8 octombrie este astăzi sărbătorită ca Ziua Independenței Croației.

## Recunoașterea

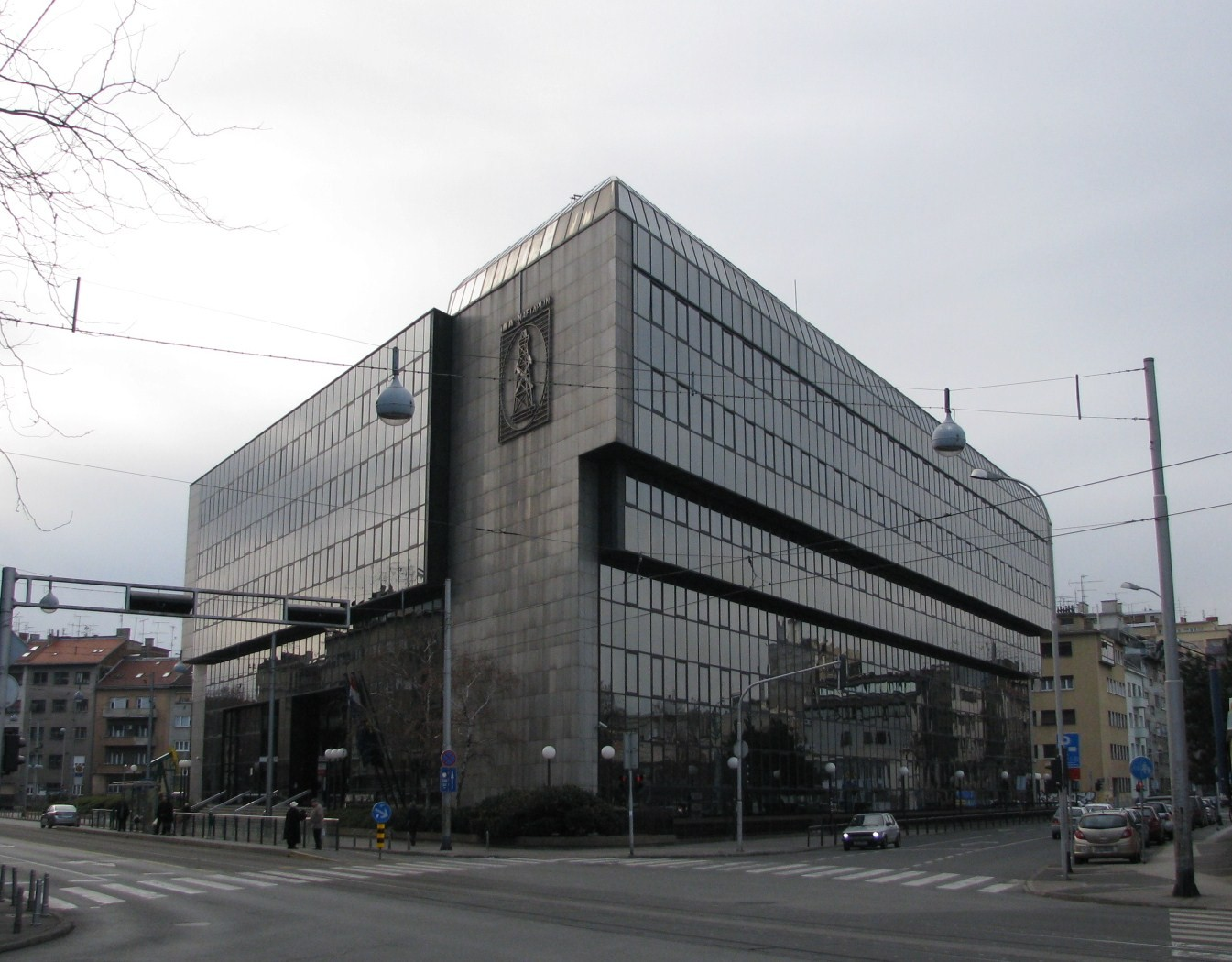
Clăđirea INA din bulevardul Šubićeva, Zagreb a fost aleasă din motive de securitate ca loc de întâlnire pentru Parlament în vederea declarației de independență de pe 8 octombrie 1991

Comisia de Arbitraj Badinter a fost înființată de către Consiliul de Miniștri al Comunității Economice Europene (CEE), la 27 august 1991 pentru a oferi consiliere juridică și criterii pentru recunoașterea diplomatică⁠(d) a fostelor republici iugoslave. La sfârșitul anului 1991, Comisia a declarat, printre altele, că Iugoslavia era în proces de dizolvare, și că granițele interne ale republicilor iugoslave nu pot fi modificate fără acordul liber al statelor. Factori pentru menținerea frontierelor antebelice ale Croației, definite de comisii de delimitare în 1947, au fost amendamentele constituționale iugoslave din 1971 și 1974, care stabileau că drepturile suverane sunt exercitate de către unitățile federale, și că federația dispune doar de autoritatea special transferată ei prin constituție.

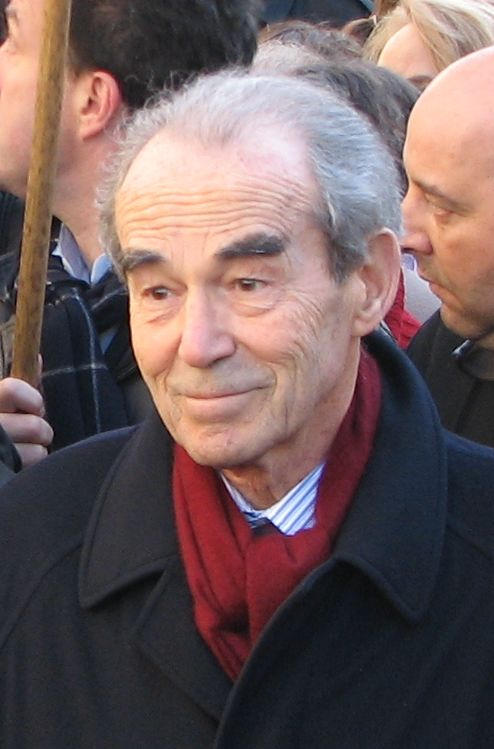
Robert Badinter a prezidat Comisia de Arbitraj a Conferinței asupra Iugoslaviei

Germania a pledat pentru recunoașterea rapidă a Croației, declarând că dorește să oprească violențele în zonele locuite de sârbi. Ei i se opuneau Franța, Regatul Unit și Țările de Jos, dar toate țările au convenit să urmeze o abordare comună și să evite acțiunile unilaterale. Pe 10 octombrie, la două zile după ce Parlamentul croat a confirmat declarația de independență, CEE a decis să amâne orice decizie de recunoaștere a Croației timp de două luni, hotărând să recunoască independența Croației în două luni dacă războiul nu se termină până atunci. După ce termenul limită a expirat, Germania și-a prezentat decizia de a recunoaște Croația ca politică datorie a sa—o poziție susținută de Italia și Danemarca. Franța și Regatul Unit au încercat să împiedice recunoașterea prin elaborarea unei rezoluții a Națiunilor Unite care impunea să nu se întreprindă acțiuni unilaterale care să poată agrava situația, dar au cedat în timpul dezbaterilor din cadrul Consiliului de Securitate din 14 decembrie, când Germania a apărut hotărâtă să să o astfel de rezoluție a ONU. Pe 17 decembrie, CEE a acceptat în mod oficial să acorde Croației recunoaștere diplomatică la 15 ianuarie 1992, pe baza opiniei Comisiei de Arbitraj Badinter. Comisia a hotărât că independența Croației nu trebuie să fie recunoscută imediat, pentru că noua Constituție Croată⁠(d) nu prevedea protecția minorităților solicitată de către CEE. În replică, președintele⁠(d) Franjo Tuđman a dat asigurări scrise lui Robert Badinter⁠(d) că deficiența va fi remediată. RSK și-a declarat oficial separarea față de Croația pe 19 decembrie, dar statalitatea și independența sa nu au fost recunoscute pe plan internațional. Pe 26 decembrie, autoritățile iugoslave și-au anunțat planurile pentru constituirea unei Iugoslavii mai mici, care să includă și teritorii capturate de la Croația, dar planul a fost respins de Adunarea Generală a ONU.
Croația a fost pentru prima dată recunoscută ca stat independent la data de 26 iunie 1991 de către Slovenia, care își declarase independența în aceeași zi cu Croația. Lituania a urmat pe 30 iulie, și Ucraina, Letonia, Islanda, Germania, în decembrie 1991. Țările CEE au acordat Croației recunoaștere diplomatică pe 15 ianuarie 1992, iar Organizația Națiunilor Unite a recunoscut-o în mai 1992.

## Urmări

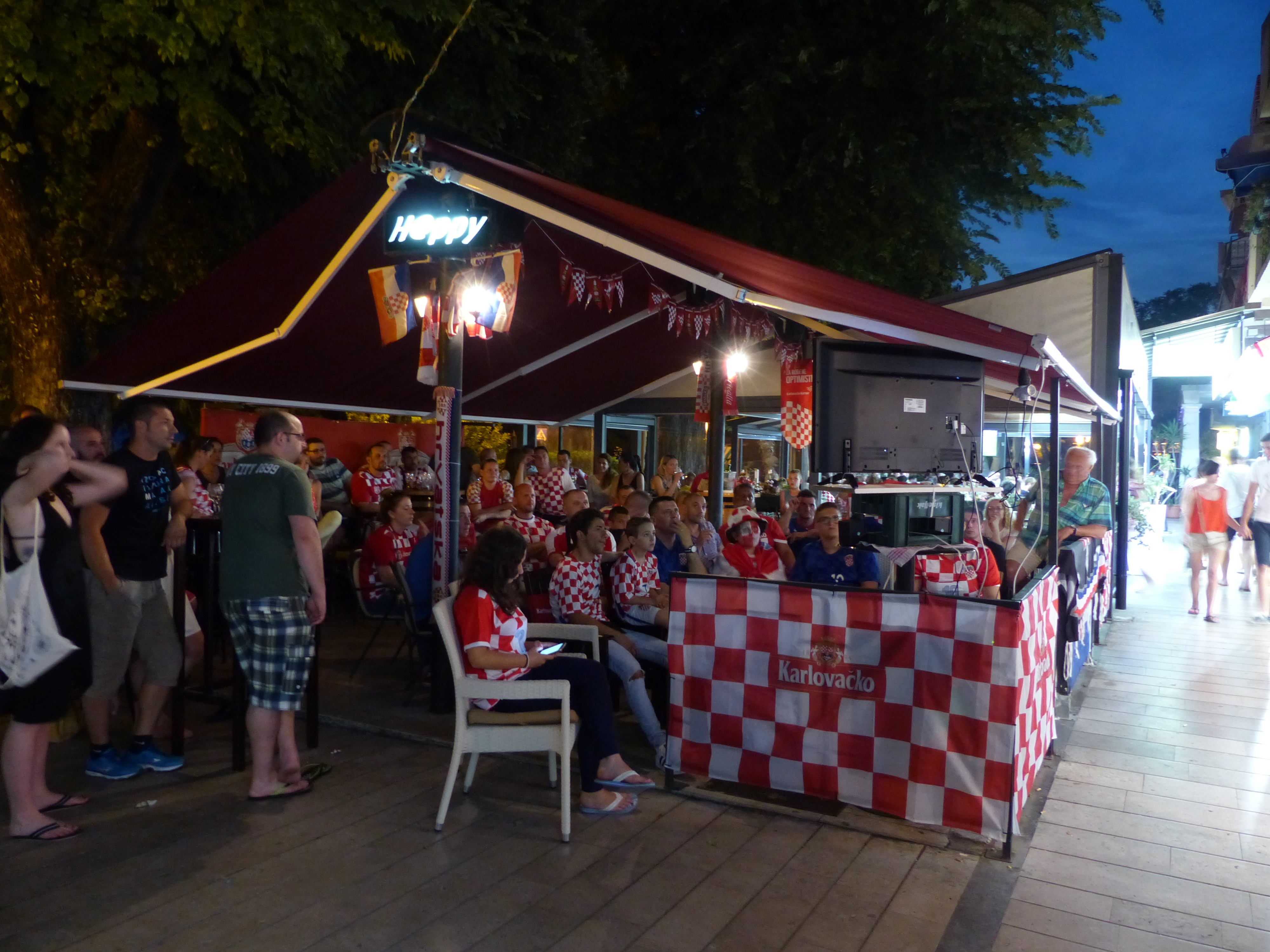
Croații sărbătoresc Ziua Independenței la 6 iunie 2016.

Deși nu este o sărbătoare publică, 15 ianuarie este marcată de mass-media și de politicieni ca ziua în care Croația a câștigat recunoașterea internațională. La aniversarea de 10 ani, în 2002, Banca Națională a Croației a emis o monedă comemorativă de 25 kuna. În perioada de după declarația de independență, războiul s-a întețit, cu asediile Vukovarului și Dubrovnikului⁠(d), și luptele din alte zone, până când încetarea focului din 3 ianuarie 1992 a condus la o stabilizare și o reducere semnificativă a violențelor. Războiul s-a încheiat efectiv în august 1995, cu o victorie decisivă pentru Croația, ca urmare a Operațiunii Furtuna. Granițele prezente ale Croației au fost stabilite după ce restul regiunilor controlate de sârbi din Slavonia Orientală au reintrat sub controlul Croației în temeiul Acordului de la Erdut⁠(d) din noiembrie 1995, proces încheiat în ianuarie 1998.